# HMS St Andrew (1670)
Корабль Его Величества «Сент-Эндрю» (англ. HMS St Andrew, 1670, с 1703 — англ. HMS Royal Anne) — корабль королевского флота Британии. HMS St Andrew первоначально планировался, как корабль второго ранга, но в результате стал 96-пушечным кораблём первого ранга Королевского флота. Корабль строился на верфи Вулиджа под руководством Кристофера Петта (до его смерти в марте 1668 года), был закончен Джонасом Шишем и спущен на воду 4 октября 1670 года. Под командованием Джорджа Черчилля «Сент-Эндрю» участвовал в победе над французским флотом в 1692 году при Барфлёре и Ла-Хоге.
В 1703 году корабль был переименован в HMS Royal Anne и вместе с линейным кораблём «Лондон» перестроен в Вулидже в 100-пушечный корабль первого ранга Уильямом Ли. В 1707 году корабль служил флагманом вице-адмирала «Синих» сэра Джорджа Бинга и принадлежал флоту адмирала сэра Клаудсли Шовелла. «Сент-Эндрю» участвовал в боевых действиях во время неудачной битвы при Тулоне и присутствовал во время крупной морской катастрофы у островов Силли, когда Шовелл и четыре его корабля (Association, Firebrand, Romney и Eagle) были потеряны, унеся жизни почти 2000 моряков. Royal Anne практически не пострадала и, наконец, смогла добраться до Портсмута.
При строительстве и реконструкции корабля был учтён опыт двух первых англо-голландских войн: очень широкий бимс придал кораблю дополнительную устойчивость при стрельбе. По образцу «Сент-Эндрю» было построено ещё несколько кораблей второго ранга, воспроизводивших его конструкцию в уменьшенном виде. Корабль был выведен из строя в 1710 году в Чатеме и разобран в 1727 году. Новый корабль под разванием Royal Anne был построен в 1756 году.

### Общие характеристики после перестройки 1703 года
- Класс и тип — 100-пушечный линейный корабль 1 ранга
- тонн нагрузки — 1730 тонн
- Длина — 140 футов 6 дюймов (42,82 м) (киль)
- Ширина — 48 футов (15 м)
- Глубина трюма — 19 футов 4 дюйма (5,89 м)
- Вооружение — 100 орудий